# Veraliprida
Veraliprida, também conhecido pela marca Agreal, é um fármaco neuroléptico derivado da benzamida utilizado para alívio da sintomatologia associada à menopausa.
Em 2007, a Agência Europeia de Medicamentos (EMA) recomendou à Comissão Europeia que fossem revogadas todas as autorizações de introdução no mercado (AIM) em virtude dos benefícios da utilização do fármaco serem muito pequenos comparados com as suas contraindicações.

## Contraindicações
- Depressão, ansiedade e discinesia tardia.[1]